# Medalla Newbery
La Medalla John Newbery es un premio literario que otorga anualmente la Association for Library Service to Children, una división de la Asociación de Bibliotecas de Estados Unidos (ALA) al autor del mejor libro infantil estadounidense.
El premio se otorga anualmente desde 1922 y fue el primer premio literario para niños. También por ello se considera, junto con la medalla Caldecott, uno de los premios literarios más prestigiosos relacionados con la literatura infantil en Estados Unidos. Su nombre deriva de John Newbery, un editor de libros para niños del siglo XVIII.
La medalla Newbery fue diseñada por René Paul Chamberlain en 1921 y presenta un libro abierto en un lado y un escritor entregando su libro a dos niños en el otro.
Hasta la fecha, solo seis autores han ganado más de una medalla: E.L. Konigsburg, Joseph Krumgold, Lois Lowry, Katherine Paterson, Elizabeth George Speare y Kate DiCamillo recibiendo cada uno dos medallas.

## Galardonados
| Año  | Autor                       | Libro                                                      |
| ---- | --------------------------- | ---------------------------------------------------------- |
| 2022 | Donna Barba Higuera         | The Last Cuentista                                         |
| 2021 | Tae Keller                  | When You Trap a Tiger                                      |
| 2020 | Jerry Craft                 | New Kid                                                    |
| 2019 | Meg Medina                  | Merci Suárez Changes Gears                                 |
| 2018 | Erin Entrada Kelly          | Hello, Universe                                            |
| 2017 | Kelly Barnhill              | The Girl Who Drank the Moon                                |
| 2016 | Matt de la Peña             | Last Stop on Market Street                                 |
| 2015 | Kwame Alexander             | The Crossover                                              |
| 2014 | Kate DiCamillo              | Flora & Ulysses: The Illuminated Adventures                |
| 2013 | Katherine Applegate         | The One and Only Ivan                                      |
| 2012 | Jack Gantos                 | Dead End in Norvelt                                        |
| 2011 | Clare Vanderpool            | Moon Over Manifest                                         |
| 2010 | Rebecca Stead               | When You Reach Me                                          |
| 2009 | Neil Gaiman                 | El libro del cementerio                                    |
| 2008 | Laura Amy Schlitz           | Good Masters! Sweet Ladies! Voices from a Medieval Village |
| 2007 | Susan Patron                | The Higher Power of Lucky                                  |
| 2006 | Lynne Rae Perkins           | Criss Cross                                                |
| 2005 | Cynthia Kadohata            | Kira-Kira                                                  |
| 2004 | Kate DiCamillo              | The Tale of Despereaux                                     |
| 2003 | Avi                         | Crispin: The Cross of Lead                                 |
| 2002 | Linda Sue Park              | A Single Shard                                             |
| 2001 | Richard Peck                | A Year Down Yonder                                         |
| 2000 | Christopher Paul Curtis     | Bud, Not Buddy                                             |
| 1999 | Louis Sachar                | Hoyos                                                      |
| 1998 | Karen Hesse                 | Out of the Dust                                            |
| 1997 | E. L. Konigsburg            | The View from Saturday                                     |
| 1996 | Karen Cushman               | The Midwife's Apprentice                                   |
| 1995 | Sharon Creech               | Walk Two Moons                                             |
| 1994 | Lois Lowry                  | El dador                                                   |
| 1993 | Cynthia Rylant              | Missing May                                                |
| 1992 | Phyllis Reynolds Naylor     | Shiloh                                                     |
| 1991 | Jerry Spinelli              | Maniac Magee                                               |
| 1990 | Lois Lowry                  | Number the Stars                                           |
| 1989 | Paul Fleischman             | Joyful Noise: Poems for Two Voices                         |
| 1988 | Russell Freedman            | Lincoln: A Photobiography                                  |
| 1987 | Sid Fleischman              | The Whipping Boy                                           |
| 1986 | Patricia MacLachlan         | Sarah, Plain and Tall                                      |
| 1985 | Robin McKinley              | The Hero and the Crown                                     |
| 1984 | Beverly Cleary              | Dear Mr. Henshaw                                           |
| 1983 | Cynthia Voigt               | Dicey's Song                                               |
| 1982 | Nancy Willard               | A Visit to William Blake's Inn                             |
| 1981 | Katherine Paterson          | Jacob Have I Loved                                         |
| 1980 | Joan Blos                   | A Gathering of Days: A New England Girl's Journal          |
| 1979 | Ellen Raskin                | The Westing Game                                           |
| 1978 | Katherine Paterson          | Un puente hacia Terabithia                                 |
| 1977 | Mildred Taylor              | Roll of Thunder, Hear My Cry                               |
| 1976 | Susan Cooper                | The Grey King                                              |
| 1975 | Virginia Hamilton           | M. C. Higgins, the Great                                   |
| 1974 | Paula Fox                   | The Slave Dancer                                           |
| 1973 | Jean Craighead George       | Julie of the Wolves                                        |
| 1972 | Robert C. O'Brien           | Mrs. Frisby and the Rats of NIMH                           |
| 1971 | Betsy Byars                 | Summer of the Swans                                        |
| 1970 | William H. Armstrong        | Sounder                                                    |
| 1969 | Lloyd Alexander             | The High King                                              |
| 1968 | E. L. Konigsburg            | From the Mixed-Up Files of Mrs. Basil E. Frankweiler       |
| 1967 | Irene Hunt                  | Up a Road Slowly                                           |
| 1966 | Elizabeth Borton de Treviño | I, Juan de Pareja                                          |
| 1965 | Maia Wojciechowska          | Shadow of a Bull                                           |
| 1964 | Emily Cheney Neville        | It's Like This, Cat                                        |
| 1963 | Madeleine L'Engle           | Una arruga en el tiempo                                    |
| 1962 | Elizabeth George Speare     | The Bronze Bow                                             |
| 1961 | Scott O'Dell                | Island of the Blue Dolphins                                |
| 1960 | Joseph Krumgold             | Onion John                                                 |
| 1959 | Elizabeth George Speare     | The Witch of Blackbird Pond                                |
| 1958 | Harold Keith                | Rifles for Watie                                           |
| 1957 | Virginia Sorenson           | Miracles on Maple Hill                                     |
| 1956 | Jean Lee Latham             | Carry On, Mr. Bowditch                                     |
| 1955 | Meindert DeJong             | The Wheel on the School                                    |
| 1954 | Joseph Krumgold             | ...And Now Miguel                                          |
| 1953 | Ann Nolan Clark             | Secret of the Andes                                        |
| 1952 | Eleanor Estes               | Ginger Pye                                                 |
| 1951 | Elizabeth Yates             | Amos Fortune, Free Man                                     |
| 1950 | Marguerite de Angeli        | The Door in the Wall                                       |
| 1949 | Marguerite Henry            | King of the Wind                                           |
| 1948 | William Pène du Bois        | The Twenty-One Balloons                                    |
| 1947 | Carolyn Sherwin Bailey      | Miss Hickory                                               |
| 1946 | Lois Lenski                 | Strawberry Girl                                            |
| 1945 | Robert Lawson               | Rabbit Hill                                                |
| 1944 | Esther Forbes               | Johnny Tremain                                             |
| 1943 | Elizabeth Gray Vining       | Adam of the Road                                           |
| 1942 | Walter D. Edmonds           | The Matchlock Gun                                          |
| 1941 | Armstrong Sperry            | Call It Courage                                            |
| 1940 | James Daugherty             | Daniel Boone                                               |
| 1939 | Elizabeth Enright           | Thimble Summer                                             |
| 1938 | Kate Seredy                 | The White Stag                                             |
| 1937 | Ruth Sawyer                 | Roller Skates                                              |
| 1936 | Carol Ryrie Brink           | Caddie Woodlawn                                            |
| 1935 | Monica Shannon              | Dobry                                                      |
| 1934 | Cornelia Meigs              | Invincible Louisa                                          |
| 1933 | Elizabeth Foreman Lewis     | Young Fu of the Upper Yangtze                              |
| 1932 | Laura Adams Armer           | Waterless Mountain                                         |
| 1931 | Elizabeth Coatsworth        | The Cat Who Went to Heaven                                 |
| 1930 | Rachel Field                | Hitty, Her First Hundred Years                             |
| 1929 | Eric P. Kelly               | The Trumpeter of Krakow                                    |
| 1928 | Dhan Gopal Mukerji          | Gay Neck, the Story of a Pigeon                            |
| 1927 | Will James                  | Smoky the Cow Horse                                        |
| 1926 | Arthur Bowie Chrisman       | Shen of the Sea                                            |
| 1925 | Charles Finger              | Tales from Silver Lands                                    |
| 1924 | Charles Hawes               | The Dark Frigate                                           |
| 1923 | Hugh Lofting                | Los viajes del doctor Dolittle                             |
| 1922 | Hendrik Willem van Loon     | The Story of Mankind                                       |